# Klondyke
Klondyke (originaltitel:The Trail of '98) är en amerikansk stumfilm från 1928 baserad på Robert W. Services roman The Trail of Ninety-Eight : a Northland Romance (Guldgrävartåget anno 98). Filmen regisserades av Clarence Brown och huvudrollerna innehas av Dolores del Río och Ralph Forbes. Filmen handlar om guldrushen i Klondike.

## Rollista i urval
- Dolores del Río – Berna
- Ralph Forbes – Larry
- Karl Dane – Lars Petersen
- Harry Carey – Jack Locasto
- Tully Marshall – Salvation Jim
- George Cooper – Samuel Foote
- Russell Simpson – Old Swede
- Emily Fitzroy – mrs Bulkey
- Tenen Holtz – mr Bulkey
- Cesare Gravina – Henry Kelland